# Rockenberg
Rockenberg là một đô thị ở huyện Wetterau, bang Hessen, Đức. Đô thị Rockenberg có diện tích 16,14 km², dân số thời điểm ngày 31 tháng 12 năm 2006 là 3975 người. Đô thị này có cự ly khoảng 36 kilometers về phía bắc của Frankfurt am Main.